# Magaly Quintana
Magaly Quintana Pereyra (Managua, 28 de mayo de 1952-5 de mayo de 2019) fue una historiadora y activista feminista nicaragüense, directora de Católicas por el Derecho a Decidir, organización que aboga por el derecho al aborto terapéutico luego de su prohibición en Nicaragua en 2006. También dirigió la defensa contra la violencia contra las mujeres, creando conciencia sobre el femicidio en su país.

## Primeros años
Asistió a la escuela secundaria de La Asunción. Ingresó a la universidad, donde se convirtió en líder estudiantil y se unió a la Revolución nicaragüense. En 1982 comenzó a trabajar en la organización feminista.
Casi siempre estaba frente de una computadora, recogiendo datos, llamando a diferentes lugares de Nicaragua para obtener información sobre cada mujer asesinada en el país, las circunstancias de las muertes, los hijos que dejaban en orfandad, quién era el femicida, si lo habían capturado o no, si el caso quedaba o no en impunidad. En 2018, se unió a las protestas contra el régimen de Daniel Ortega.

## Muerte
Murió de un derrame cerebral el 5 de mayo de 2019.